# Joan Mesquida Oliver
Joan Mesquida Oliver fou un prevere mallorquí que va néixer a Felanitx el 31 de març de 1901.
Va cursar estudis eclesiàstics i fou ordenat prevere el 14 de juny de 1924. Els primers anys de sacerdoci els va passar a Felanitx, fins que el 1930 se'n va anar a l'Argentina, on va exercir el seu apostolat a la ciutat de Coronel Pringles, una ciutat al sud de la provincia de Buenos Aires, Argentina, passant després, al 1936, a ser rector a la ciutat de Bahía Blanca, on va edificar diversos oratoris, instituint-hi centres d'instrucció religiosa. Posteriorment, i en honor a Santa Tereseta del Nen Jesús, va construir un temple, que fou beneït el 1957. I en reconeixement de la seva tasca apostòlica fou nomenat canonge del nou capítol de l'arxidiòcesi de Bahia Blanca. Va morir sobtadament d'una embòlia el 5 de maig de 1959.